# Ánh sáng ban ngày

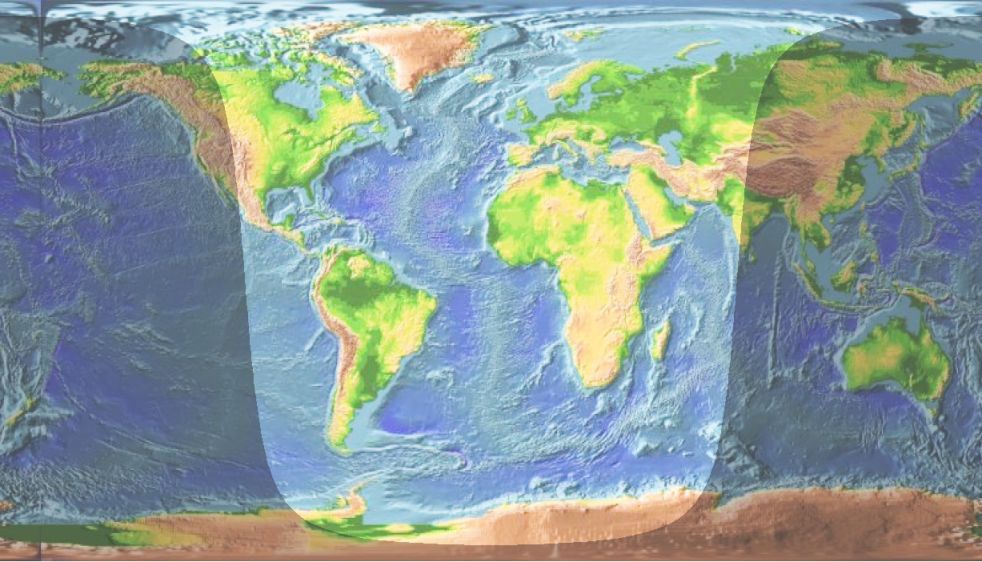
Bản đồ thế giới cho thấy các khu vực Trái Đất nhận được ánh sáng ban ngày vào khoảng 13:00 UTC, ngày 2 tháng Tư.

Ánh sáng ban ngày là sự kết hợp của tất cả ánh sáng mặt trời trực tiếp và gián tiếp vào ban ngày. Điều này bao gồm ánh sáng mặt trời trực tiếp, bức xạ bầu trời khuếch tán và (thường) cả hai thứ này được Trái Đất và các vật thể trên mặt đất, như địa hình và các tòa nhà phản xạ lại. Ánh sáng mặt trời bị phân tán hoặc phản xạ bởi các vật thể trong không gian bên ngoài (nghĩa là ngoài bầu khí quyển của Trái Đất) thường không được coi là ánh sáng ban ngày. Do đó, ánh sáng ban ngày loại trừ ánh trăng, mặc dù nó bị phản xạ ánh sáng mặt trời gián tiếp. Ban ngày là khoảng thời gian mỗi ngày khi ánh sáng ban ngày xuất hiện. Ánh sáng ban ngày xảy ra khi Trái Đất quay và bên mà Mặt Trời chiếu sáng được coi là ánh sáng ban ngày.

## Định nghĩa
Ánh sáng ban ngày có mặt ở một địa điểm cụ thể, ở một mức độ nào đó, bất cứ khi nào Mặt Trời ở trên đường chân trời của địa điểm đó. (Điều này đúng với hơn 50% Trái Đất tại bất kỳ thời điểm nào. Để biết giải thích tại sao nó không chính xác một nửa, xem tại đây). Tuy nhiên, độ chiếu sáng ngoài trời có thể thay đổi từ 120.000 lux đối với ánh sáng mặt trời trực tiếp vào buổi trưa, có thể gây đau mắt, đến dưới 5 lux đối với các đám mây bão dày với Mặt Trời ở đường chân trời (thậm chí <1 lux đối với trường hợp cực đoan nhất), trong đó có thể làm cho bóng từ đèn đường xa có thể nhìn thấy được. Nó có thể sẫm màu hơn trong những trường hợp bất thường như một nhật thực hoặc mức độ rất cao của các hạt trong khí quyển, trong đó bao gồm khói, bụi, và tro núi lửa.

## Cường độ trong các điều kiện khác nhau
| Ánh sáng          | Thí dụ                                                                   |
| ----------------- | ------------------------------------------------------------------------ |
| 120.000 lux       | Ánh sáng mặt trời rực rỡ nhất                                            |
| 111.000 lux       | Ánh mặt trời sáng chói                                                   |
| 109.870 lux       | Ánh sáng mặt trời quang phổ mặt trời toàn cầu AM 1.5 (= 1.000,4 W / m2)  |
| 20.000 lux        | Bóng râm được chiếu sáng bởi toàn bộ bầu trời trong xanh, giữa trưa      |
| 1.000 - 2.000 lux | Ngày u ám điển hình, giữa trưa                                           |
| <200 lux          | Cực độ của những đám mây bão dày nhất, giữa trưa                         |
| 400 lux           | Bình minh hoặc hoàng hôn vào một ngày trời trong (chiếu sáng xung quanh) |
| 40 lux            | Hoàn toàn u ám, hoàng hôn/bình minh                                      |
| <1 lux            | Cực đoan thấp nhất với những đám mây bão dày nhất, hoàng hôn/bình minh   |

Để so sánh, mức độ chiếu sáng ban đêm là: 
| Ánh sáng    | Thí dụ                                                        |
| ----------- | ------------------------------------------------------------- |
| <1 lux      | Ánh trăng, trời đêm                                           |
| 0,25 lux    | Trăng tròn, bầu trời đêm trong vắt                            |
| 0,01 lux    | Một phần tư trăng, bầu trời đêm trong vắt.                    |
| 0,002 lux   | Ánh sao, bầu trời đêm không trăng, bao gồm cả khí huy         |
| 0,0002 lux  | Ánh sao, bầu trời đêm không trăng trong vắt, không kể khí huy |
| 0,00014 lux | Sao Kim lúc sáng nhất, bầu trời đêm trong vắt                 |
| 0,0001 lux  | Ánh sao, bầu trời đêm không trăng u ám                        |

## Hiệu ứng
Ánh sáng ban ngày đang chiếu sáng một không gian trong nhà với các lỗ mở như cửa sổ và giếng trời cho phép ánh sáng ban ngày chiếu vào tòa nhà. Loại ánh sáng này được chọn để tiết kiệm năng lượng, để tránh các tác động bất lợi đối với sức khỏe do chiếu sáng quá mức bởi ánh sáng nhân tạo và cả về mặt thẩm mỹ. Lượng ánh sáng ban ngày nhận được vào không gian trong nhà hoặc phòng được xác định là yếu tố ánh sáng ban ngày, là tỷ lệ giữa mức độ ánh sáng bên trong và bên ngoài đo được. Có thể giảm mức sử dụng năng lượng chiếu sáng nhân tạo bằng cách lắp đặt ít đèn điện hơn vì có ánh sáng ban ngày hoặc tự động làm mờ / chuyển đổi đèn điện để đáp ứng với sự hiện diện của ánh sáng ban ngày, một quá trình được gọi là thu hoạch ánh sáng ban ngày.
Trong những năm gần đây, công việc đã diễn ra để tái tạo các hiệu ứng của ánh sáng ban ngày một cách nhân tạo. Tuy nhiên, điều này rất tốn kém về cả thiết bị và mức tiêu thụ năng lượng và được áp dụng hầu như chỉ trong các lĩnh vực chuyên môn như làm phim, trong đó dù sao cũng cần ánh sáng cường độ như vậy. Ở một số địa điểm làm phim, chẳng hạn như Thụy Điển hoặc Na Uy, có quá nhiều ánh sáng do những ngày hè dài. Kết quả là, trong các bộ phim định vị như Marianne (2011), cảnh đêm phải được quay vào ban ngày và được thay đổi bằng kỹ thuật số sau đó.